# Ekeren
Ekeren is een plaats in België en een district van Antwerpen. Ekeren was een zelfstandige gemeente tot 1 januari 1983.

## Geschiedenis

### De prehistorie
Het huidig Ekers grondgebied kent een geschiedenis die veel verder teruggaat dan het ontstaan van de huidige dorpskern in de Middeleeuwen. Het archeologisch onderzoek dat de voorbije decennia werd uitgevoerd toont een vrijwel continue bewoningsgeschiedenis aan. Sporen uit de steentijd, de brons- en ijzertijd, de Gallo-Romeinse periode, de Middeleeuwen en de postmiddeleeuwse periode kwamen her en der aan het licht.
De naam heeft mogelijk zijn oorsprong in de 9de eeuw toen enkele Vikingen zich aldaar hebben gevestigd na het gebruik van de lokale eikenbomen. Ekeren hoorde in de late oudheid tot de Romeinse provincie Germania Cisrhenus Inferior Secunda.

### Heerlijkheid Ekeren

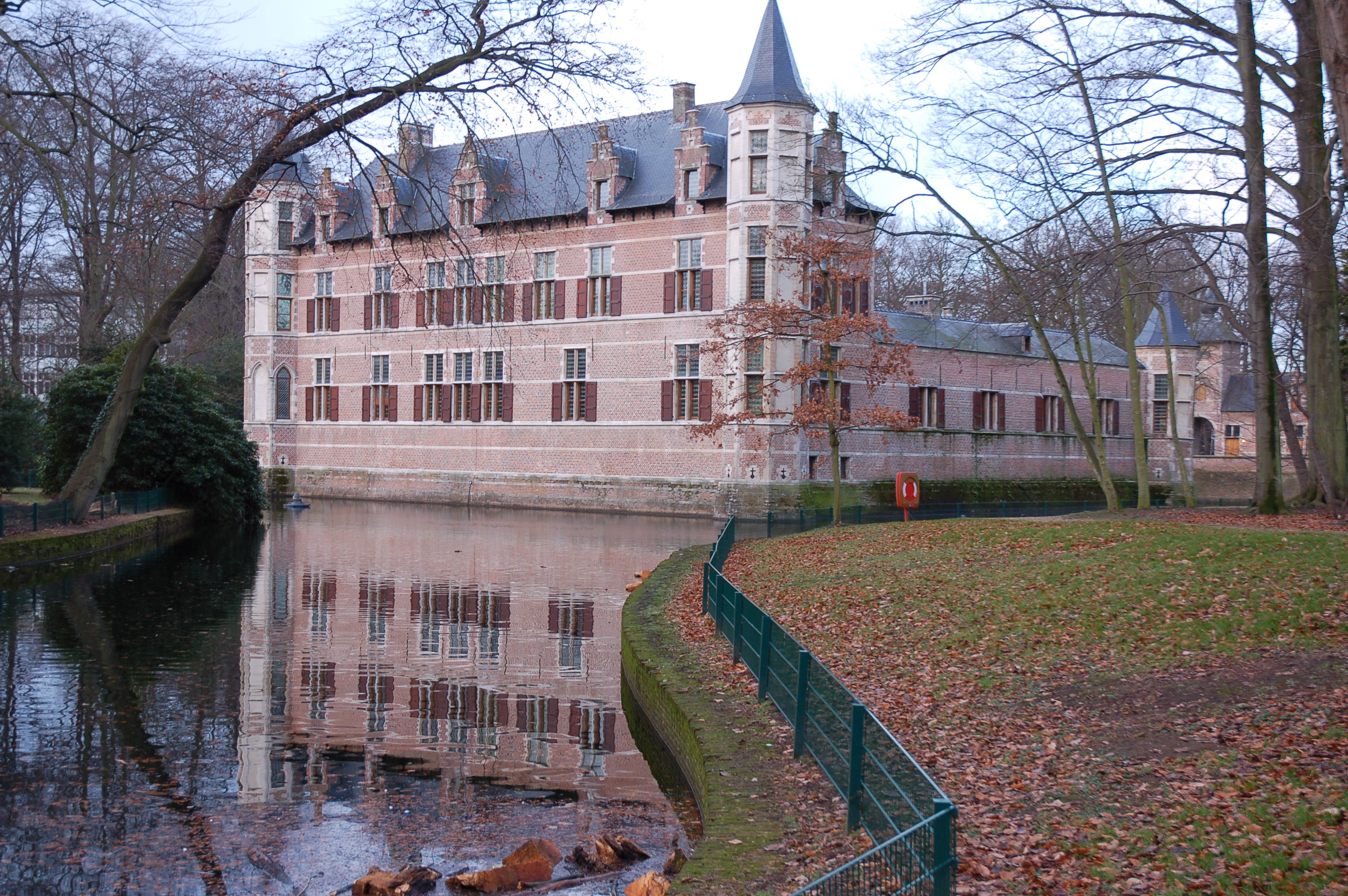
het Hof van Veltwijck, zetel van de districtsraad

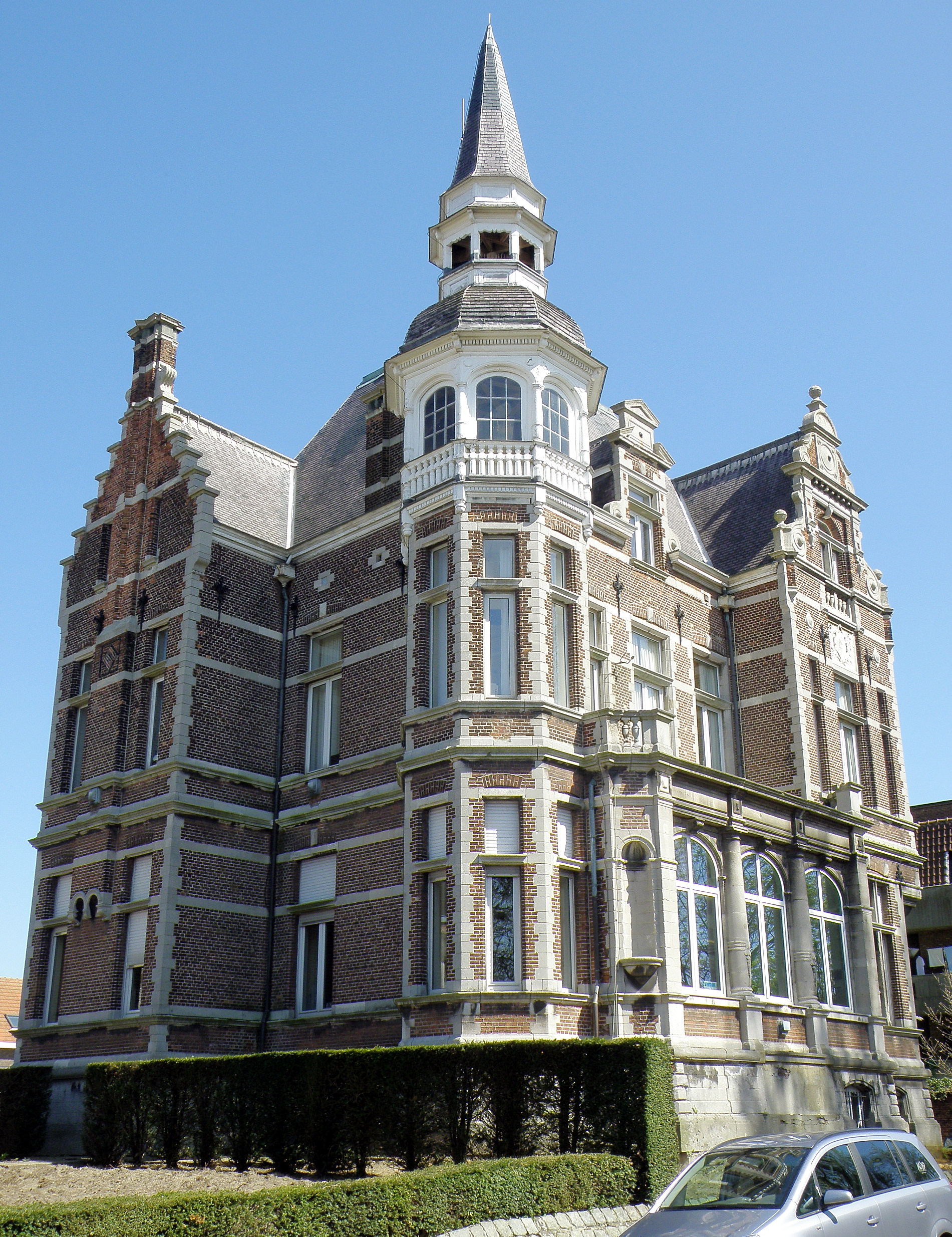
Hof Mertens, ofte Gulden Poort n.o.v. Henri Blomme (1884)

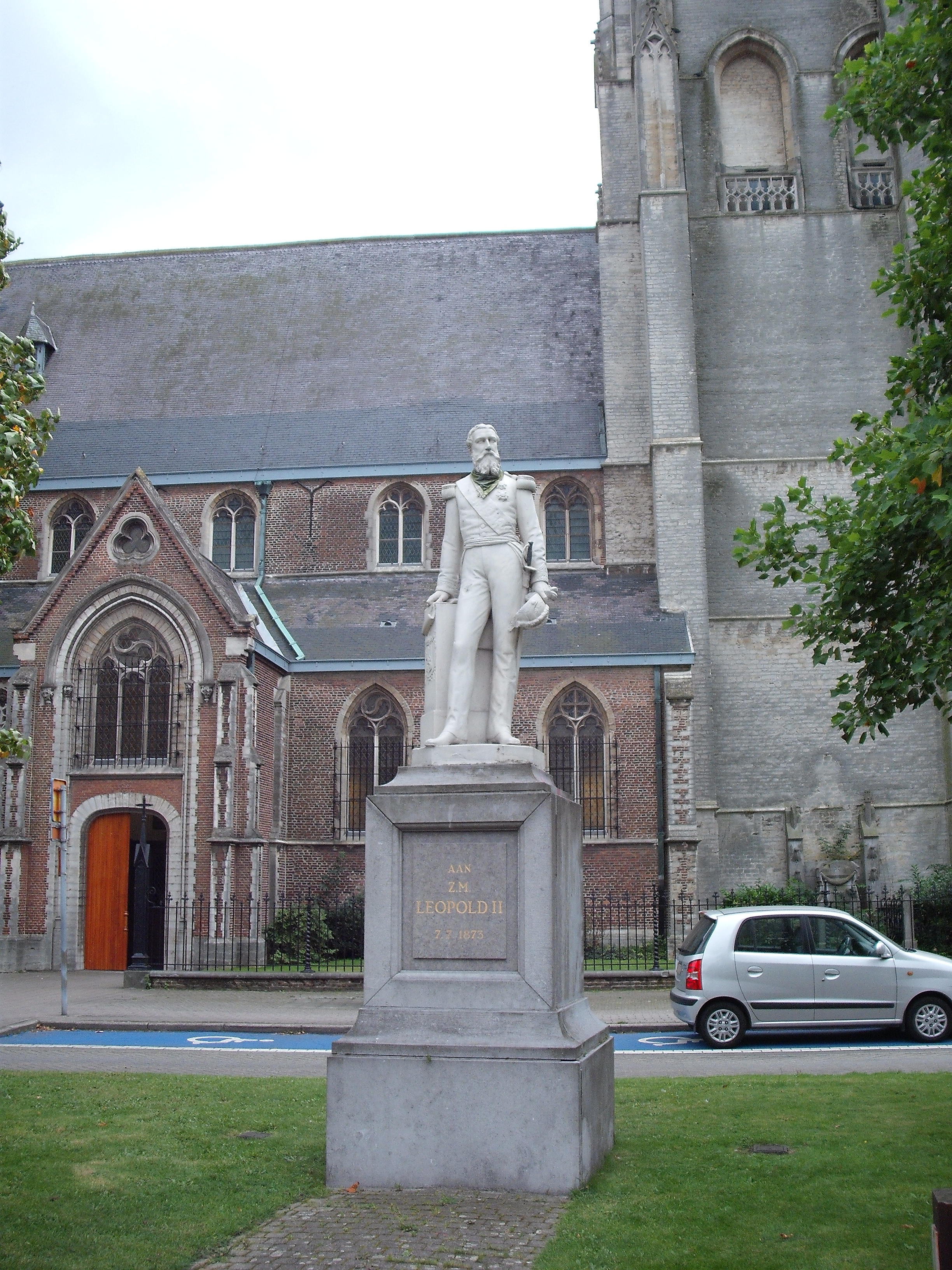
Standbeeld van Leopold II (voor juni 2020)

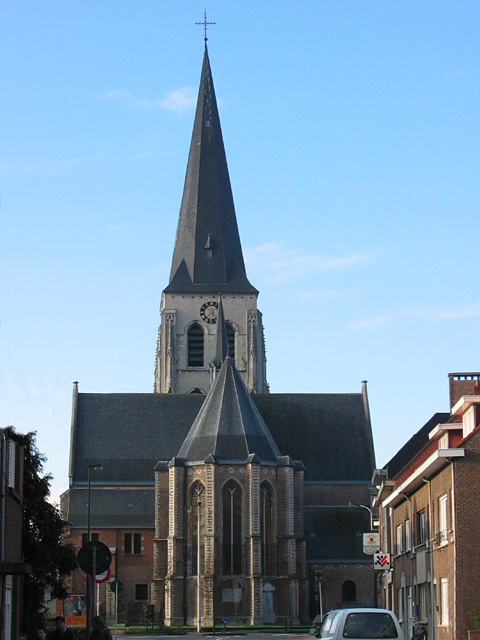
Sint-Lambertuskerk

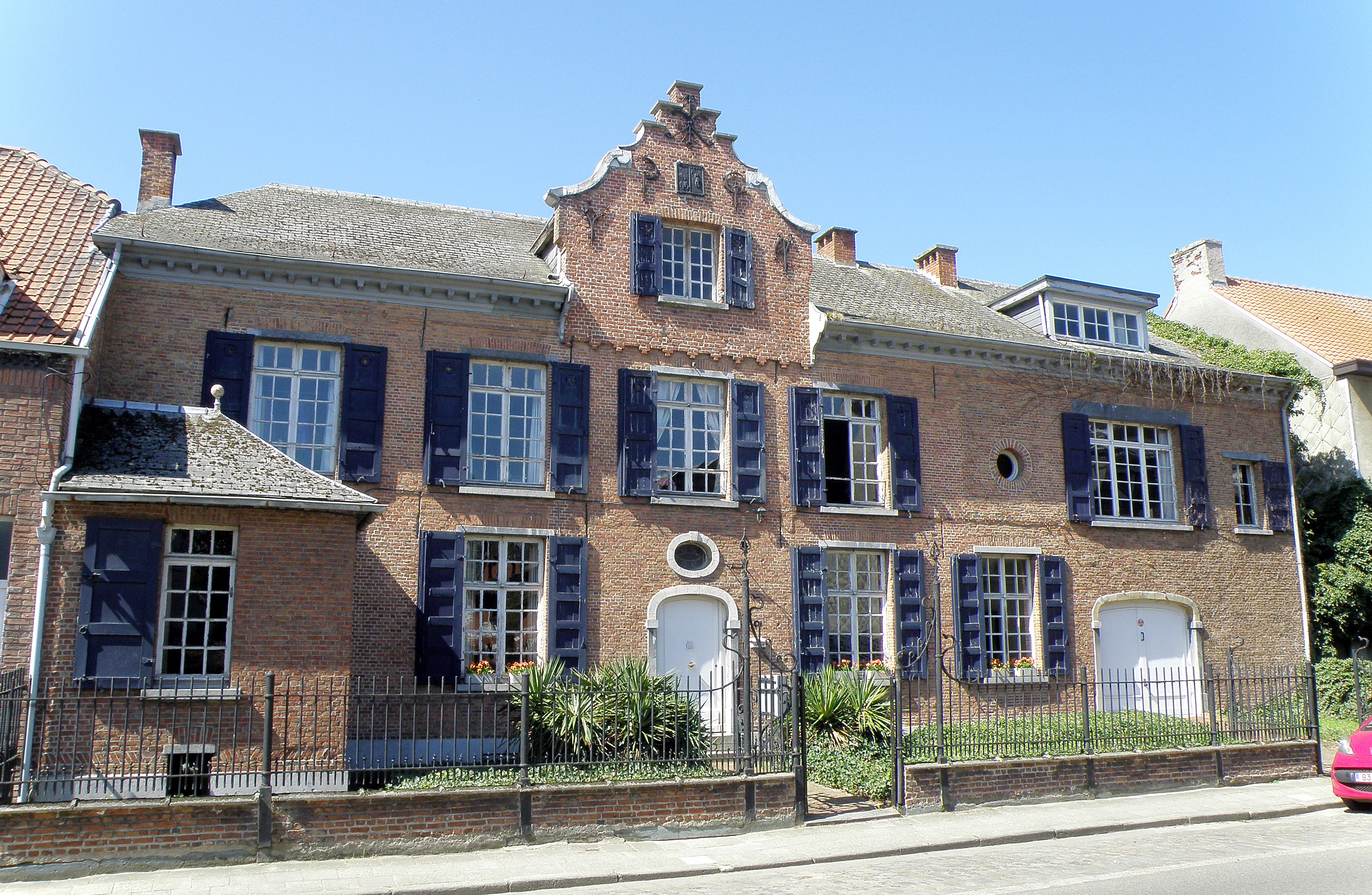
Huis de Grooff ofte Gulden Huys, woonhuis van architect Theofiel De Grooff

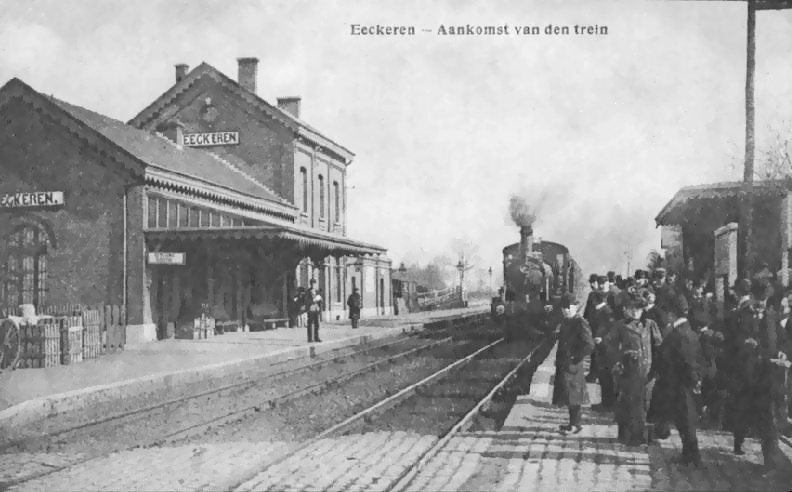
Station Eeckeren omstreeks 1910

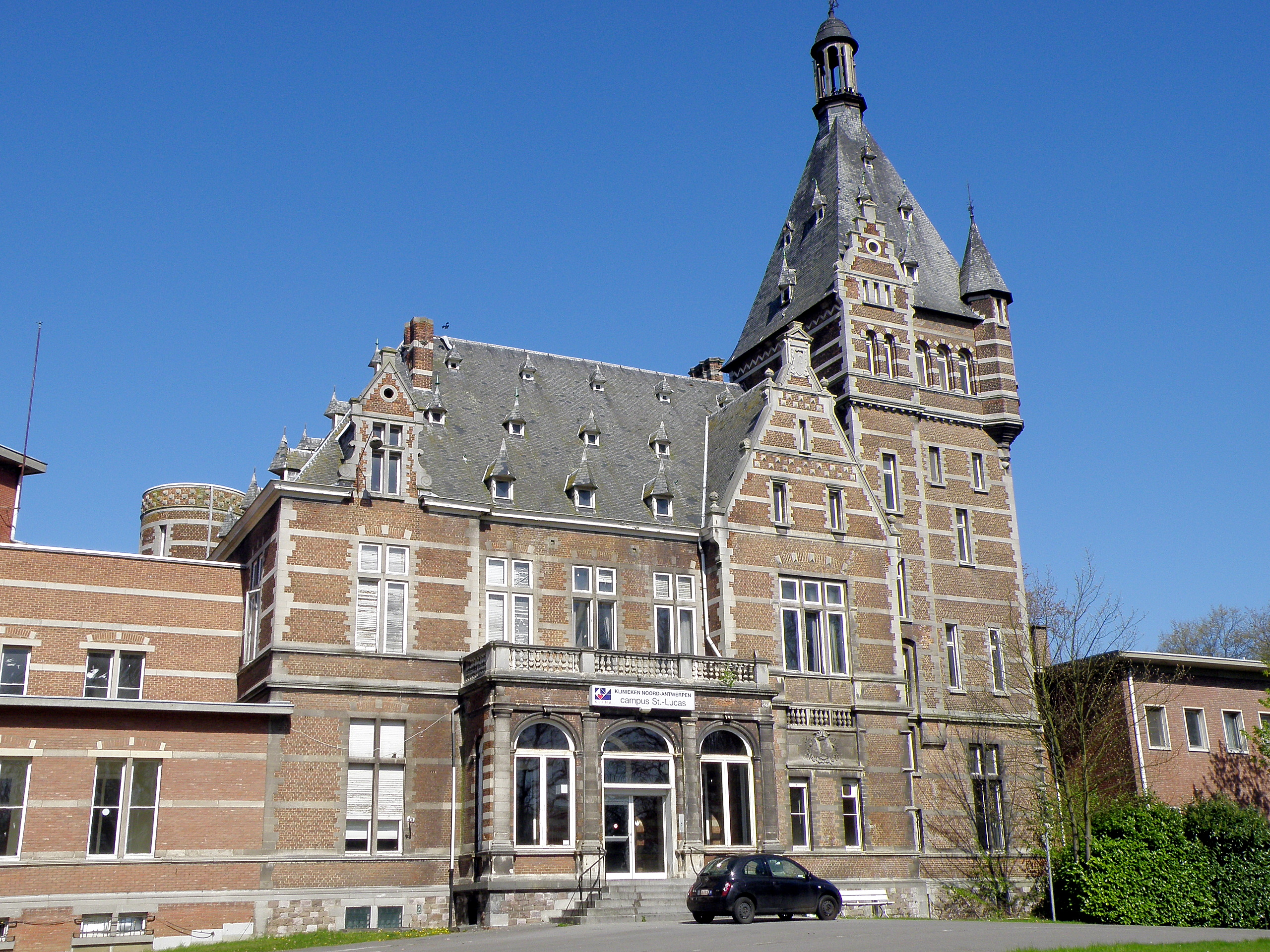
Voormalige Sint-Lucaskliniek, voorheen Hof van Delft n.o.v. Henri en Leonard Blomme, in Vlaamse neorenaissancestijl (afgebroken in januari 2023).

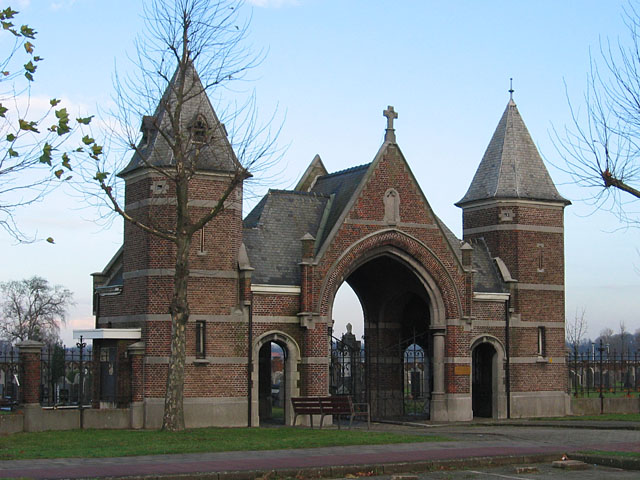
Toegangspoort van het kerkhof

Ekeren werd waarschijnlijk eind 7e eeuw door de heilige Lambertus van Maastricht gekerstend.
Tot het einde van de 13e eeuw maakte Ekeren deel uit van het bisdom Luik in de dekenij van Hilvarenbeek.
Het grondgebied van de oude heerlijkheid Ekeren omvatte het huidige district Ekeren, de gemeenten Hoevenen, Brasschaat en Kapellen met nog een stuk gebied dat thans aan het stedelijk district Antwerpen behoort. De heerlijkheid was één der grootste van het hertogdom Brabant. De oudste vermelding van Ekeren dateert van het jaar 1155. Op het einde van de 15e eeuw was Ekeren verdeeld onder drie heren. In het begin van de 16e eeuw trad daar verandering in. De samenvoeging van het ganse grondgebied werd door aankoop een voldongen feit.

### Slag bij Ekeren
In 1703 vond tijdens de Spaanse Successieoorlog bij Ekeren een treffen plaats tussen het Franse en het Staatse leger, de Slag bij Ekeren. Het zag er voor het geallieerde (Nederlandse) leger lange tijd slecht uit, vooral toen de bevelhebber Jacob II van Wassenaer Obdam gescheiden raakte van zijn troepen en in paniek naar Breda vluchtte. Uiteindelijk eindigde deze schermutseling onbeslist. Van Wassenaer Obdam heeft daarna geen bevelhebberschap meer opgedragen gekregen.

### Gemeente Ekeren
De Franse Revolutie aan het einde van de 18e eeuw maakte een einde aan de oude instellingen. Onder de nieuwe machthebbers werd Ekeren een gemeente en ressorteerde onder het Twee Neten-departement. In 1795 werden Hoevenen en Kapellen losgemaakt van Ekeren en bij de municipaliteit Stabroek gevoegd. De gemeente Hoevenen werd in 1828 afgeschaft. Haar grondgebied werd verdeeld onder Ekeren en Kapellen. Brasschaat werd een zelfstandige gemeente in 1830. In 1846 werd een groot stuk van Ekeren bij Kapellen gevoegd: de wijken Essenhout, Den Hoorn, Kapelsestraat en Franse Heide. In 1866 werd Hoevenen terug zelfstandig. Door de uitbreiding van de haven werd in 1914 en 1929 opnieuw een groot gedeelte grondgebied (onder andere Luchtbal, Rozemaai en Schoonbroek) afgestaan, ditmaal aan de stad Antwerpen.

Grondplan van Groot-Antwerpen 1943 (noordelijke helft)

Van 1941 tot 1944 hoorde het grootste deel van Ekeren bij Groot-Antwerpen, het deel van Ekeren ten noordoosten van spoorlijn 12, de straat Vloeiende en de steenweg (nu Antwerpsesteenweg in Kapellen) hoorde bij Kapellen.
Op 18 mei 1940 bezetten de Duitsers Ekeren en de gemeente werd pas bevrijd op 4 oktober 1944, door het Canadese Essex Scottish Regiment. Tussen oktober 1944 en maart 1945 werd de gemeente getroffen door tachtig V1 en V2- raketten. Veertig mensen overleden hierbij, er waren een honderdvijftigtal gewonden en de materiële schade was groot.

### District Ekeren
Op 1 januari 1983 hield de zelfstandige gemeente Ekeren op te bestaan. Het grootste gedeelte werd bij de stad Antwerpen gevoegd, het noordelijk gedeelte (wijken Hoogboom en Zilverenhoek) bij de gemeente Kapellen.
In de districtsraad en bij de Ekerse bevolking is er een sterke tendens om terug te keren naar een zelfstandige gemeente Ekeren, veel meer dan dat in andere Antwerpse districten het geval is. Vlaams Belang diende hiervoor in 2007 een voorstel tot decreet in het Vlaams Parlement in, maar dat werd weggestemd. Ook was er de wens om de grenzen te hertekenen zodat de Edisonwijk, Schoonbroek en Rozemaai zoals voor 1929 terug bij Ekeren horen. Deze liggen immers geografisch bij Ekeren maar administratief/politiek in het district Antwerpen. In het bestuursakkoord voor het district (2013) staat hierover te lezen:

:4. Samen ijveren we er voor om de logische grenscorrecties die de Edisonwijk, Schoonbroek en Rozemaai en de natuurdomeinen Oude landen, Bospolder, Muisbroek bij Ekeren voegen, eindelijk te realiseren.
Acties
1. We ijveren er voor om na consultatie van de bewoners, de Edisonwijk en enkele huizen van het Pastorijveld op korte termijn aan het district Ekeren over te dragen.
2. We ijveren er voor om het Stedelijk Recreatiedomein Muisbroek, Oude Landen, Bospolder en Ekers Moeras op korte termijn bij het district te voegen.
3. We ijveren er voor om na consultatie van de bewoners, de wijken Schoonbroek en Rozemaai tegen de volgende gemeenteraadsverkiezingen bij het district te laten aansluiten.

Op de Antwerpse gemeenteraad van 25 januari 2016 werd de gewenste grenscorrectie tussen de districten Antwerpen en Ekeren goedgekeurd. Op 14 oktober 2018 werd de districtsraad die dit gebied gaat besturen verkozen. Op 1 januari 2019 kreeg Ekeren er dan ook ongeveer 375 ha en zo'n 5000 inwoners bij. Het district is sinds die laatste datum 13,5 km² groot.

### De huidige grenzen van Ekeren
De oudste van de huidige districtsgrenzen is die van de Laarsebeek tussen Ekeren en Merksem die nog uit de oudheid in Romeinse tijd dateert en de grens vormde tussen Germania Inferior en Belgica Secunda. Later werd deze de grens tussen de middeleeuwse bisdommen Luik (waar Ekeren en Brasschaat toe behoorden) en Kamerijk (waar Merksem en Schoten toe behoorden). Op 1 januari 2019 werd deze eeuwenoude grens tussen Ekeren en Merksem vervangen en van de Laarsebeek naar de E19 verlegd. De tweede oudste grens van Ekeren en met afstand heel wat jonger is die tussen Ekeren en Brasschaat van 1830 en gevormd wordt door de Kapelsesteenweg. De derde oudste grens is die tussen Ekeren en Hoevenen van 1866. De vierde oudste grens is de vrij recente grens van 1929 tussen Antwerpen en Ekeren toen een groot gedeelte van Ekeren naar Antwerpen ging. Deze grens werd op 1 januari 2019 teniet gedaan toen Ekeren een gedeelte van haar aan Antwerpen verloren grondgebied terugwon. Ekeren kreeg er meteen ook een gedeelte grondgebied van de voormalige poldergemeente Wilmarsdonk bij. De jongste grens is die van 1983 tussen Ekeren en Kapellen toen bij de fusie met Antwerpen het noordelijk gedeelte van Ekeren met de wijken Hoogboom en Zilverenhoek bij Kapellen werd aangehecht.

## Bezienswaardigheden

### Historische gebouwen
- Hof van Veltwijck
- Villa Geniets
- De Sint-Lambertuskerk
- Hof De Bist
- Kasteel Moretushof
- Bistkapel
- Station van Ekeren
- Hagelkruiskapel
- restant Oude Laarhof
- Oude Pastorij Donk
- Voormalige rijkswachtkazerne
- Oud Gemeentehuis Markt

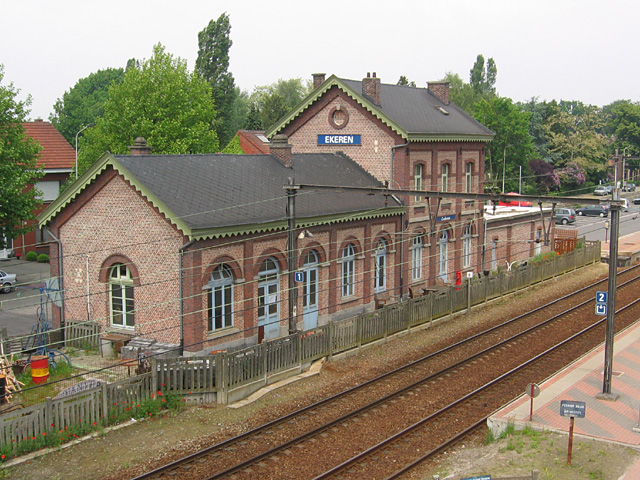
Station van Ekeren

- Onze-Lieve-Vrouw van Altijddurende Bijstandkerk Sint-Mariaburg

### Monumenten Centrum
- Akerbeeld, ook bekend als 'De Bierpruver' kunstenaar Deben Van Damme.
- De Grote Zee, Hof De Bist
- Monument der gesneuvelden
- Standbeeld Z.M. Leopold II (tot 9 juni 2020)
- Het Hagelkruis
- De Wachtende Muze
- De Literatuurbespeler
- Lentekriebels
- De ganzenrijder
- Monument herdenking bevrijding door het Essex Scottish Regiment of Canada

### Monumenten Sint-Mariaburg
- Beeld van O.L.-Vrouw
- Beeld van het Heilig Hart
- Monument voor de gesneuvelden

### Monumenten Donk
- Monument voor de bemanning van de Lancaster ED810
- Monument voor slachtoffers van V-bom.

### Begraafplaats
De Ekerse begraafplaats in de Driehoekstraat is gelegen op een plaats die vanouds De Vink genoemd werd. "Iemand naar de vink dragen" is een typisch Ekerse uitdrukking voor "begraven worden", die vooral door de oudere generatie Ekerenaars nog gebruikt wordt. Het stadsmagazijn tegenover de begraafplaats heet ook "De Vink".

## Natuur en landschap
Ekeren ligt deels in het Scheldepoldergebied. Naar het oosten toe gaat het landschap over in de Noorderkempen, waar het bosachtige gebied veel villabouw kent, met name in de wijken Sint-Mariaburg en Donk. Er zijn nog een aantal weilanden en akkers, o.a. de Puihoek tussen Ekeren centrum en Sint-Mariaburg en de Hoekakker in Ekeren-Donk. In het westen vindt men het Antwerpse havengebied met natuurgebied Ekerse Putten, later Muisbroek genaamd.

## Demografie
Ekeren heeft 28.534 inwoners (2022) op een oppervlakte van 806,77 ha. De oppervlakte van het gebied was, mede door annexaties door Antwerpen, variabel.

### Verdeling over de wijken
Ekeren kan ingedeeld worden in vier wijken (bevolkingsgegevens 2011; bron: Stad Antwerpen in Cijfers):
- Ekeren-centrum (statistische sectoren P0...) met 11.068 inwoners
- Donk (statistische sectoren P2...) met 5671 inwoners
- Sint-Mariaburg (statistische sectoren P1...) met 4400 inwoners
- Leugenberg (statistische sectoren P3... en P5...) met 1448 inwoners

De wijken Edison, Schoonbroek en Rozemaai (statistische sectoren J9...; 4706 inwoners) sluiten aan bij Ekeren, maar behoorden tot eind 2018 bij 2030 Antwerpen-3. Er werd met het district Antwerpen overeengekomen dat begin 2019 de Edisonwijk, Rozemaai en Schoonbroek plus nog enkele aangrenzende gebieden zoals de Oude Landen terug naar Ekeren keren alsook dat de gebieden Muisbroek (Ekerse Putten) en Bospolder-Ekers moeras in hun geheel bij Ekeren komen. Vanaf 2019 vormt de A12 dan de grens tussen de districten Antwerpen en Ekeren, uitgezonderd Bospolder-Ekers Moeras en Muisbroek (Ekerse Putten) die ten westen van de A12 liggen.

### Evolutie van het inwonertal

#### 19e eeuw
| Jaar                                          | 1806 | 1816 | 1830 | 1846 | 1856 | 1866 | 1876 | 1880 | 1890 |
| --------------------------------------------- | ---- | ---- | ---- | ---- | ---- | ---- | ---- | ---- | ---- |
| Inwonertal                                    | 4046 | 4571 | 3837 | 3998 | 4015 | 3035 | 3730 | 3992 | 4806 |
| Opmerking: resultaten volkstellingen op 31/12 |      |      |      |      |      |      |      |      |      |

#### 20e eeuw tot aan herinrichting gemeenten
| Jaar                                                                                    | 1900 | 1910 | 1920   | 1930   | 1947   | 1961   | 1970   | 1974   | 1978   | 1980   | 1982   |
| --------------------------------------------------------------------------------------- | ---- | ---- | ------ | ------ | ------ | ------ | ------ | ------ | ------ | ------ | ------ |
| Inwonertal                                                                              | 6026 | 8387 | 10.030 | 13.596 | 15.962 | 21.452 | 27.648 | 29.912 | 30.092 | 30.347 | 30.367 |
| Opmerking: resultaten volkstellingen op 31/12 tot en met 1970 + 01/01/1980 + 31/12/1982 |      |      |        |        |        |        |        |        |        |        |        |

#### Na de fusie
Op 1 januari 1983 werd een gedeelte van Ekeren (het bevolkingsrijkste met het dorpscentrum) aangehecht bij Antwerpen, de wijken Hoogboom, Zilverenhoek en gedeelte Leugenberg bij Kapellen. Onderstaande bevolkingscijfers betreffen het district Ekeren, het gedeelte van de voormalige gemeente dat bij Antwerpen werd gevoegd.
De volgende grenswijziging was op 1 januari 2019.
| Inwoners 1983 tot heden | Inwoners 1983 tot heden | Inwoners 1983 tot heden |
|                         | Aantal(*)               |                         |
| ----------------------- | ----------------------- | ----------------------- |
| 1983                    | 21.697                  |                         |
| 1984                    | 22.362                  |                         |
| 1985                    | 22.234                  |                         |
| 1986                    | 22.068                  |                         |
| 1987                    | 22.053                  |                         |
| 1988                    | 21.978                  |                         |
| 1989                    |                         |                         |
| 1990                    |                         |                         |
| 1991                    |                         |                         |
| 1992                    | 22.083                  |                         |
| 1993                    |                         |                         |
| 1994                    |                         |                         |
| 1995                    |                         |                         |
| 1996                    |                         |                         |
| 1997                    |                         |                         |
| 1998                    | 21.942                  |                         |
| 1999                    | 21.967                  |                         |
| 2000                    | 22.073                  |                         |
| 2001                    |                         |                         |
| 2002                    |                         |                         |
| 2003                    | 22.385                  |                         |
| 2004                    | 22.496                  |                         |
| 2005                    | 22.375                  |                         |
| 2006                    | 22.472                  |                         |
| 2007                    |                         |                         |
| 2008                    | 22.588                  |                         |
| 2009                    |                         |                         |
| 2010                    |                         |                         |
| 2011                    |                         |                         |
| 2012                    |                         |                         |
| 2013                    |                         |                         |
| 2014                    |                         |                         |
| 2015                    |                         |                         |
| 2016                    |                         |                         |
| 2017                    | 23.013                  |                         |
| 2018                    |                         |                         |
| 2019                    | 27.981                  |                         |
| 2020                    | 28.347                  |                         |
| 2021                    | 28.490                  |                         |
| 2022                    | 28.558                  |                         |
| 2023                    | 28.806                  |                         |
| 2024                    |                         |                         |

(*) inwonersaantal: 1983-2018 op 31 december, vanaf 2019 op 1 januari.

## Politiek

### Structuur
Het district Ekeren maakt deel uit van de stad Antwerpen. Deze ligt in het kieskanton Antwerpen is identiek aan het provinciedistrict Antwerpen en ligt in het kiesarrondissement Antwerpen en de kieskring Antwerpen.
| Ekeren           | Ekeren           | Supranationaal         | Nationaal                         | Nationaal           | Gemeenschap         | Gewest              | Provincie           | Arrondissement  | Provinciedistrict | Kanton          | Gemeente        | District         |
| ---------------- | ---------------- | ---------------------- | --------------------------------- | ------------------- | ------------------- | ------------------- | ------------------- | --------------- | ----------------- | --------------- | --------------- | ---------------- |
| Administratief   | Niveau           | Europese Unie          | België                            | België              | Vlaanderen          | Vlaanderen          | Antwerpen           | Antwerpen       | Antwerpen         | Antwerpen       | Antwerpen       | Ekeren           |
| Administratief   | Bestuur          | Europese Commissie     | Belgische regering                | Belgische regering  | Vlaamse regering    | Vlaamse regering    | Deputatie           | Deputatie       | Deputatie         | Deputatie       | Gemeentebestuur | Districtscollege |
| Administratief   | Raad             | Europees Parlement     | Kamer van volksvertegenwoordigers | Vlaams Parlement    | Vlaams Parlement    | Vlaams Parlement    | Provincieraad       | Provincieraad   | Provincieraad     | Provincieraad   | Gemeenteraad    | Districtsraad    |
| Kiesomschrijving | Kiesomschrijving | Nederlands Kiescollege | Kieskring Antwerpen               | Kieskring Antwerpen | Kieskring Antwerpen | Kieskring Antwerpen | Kieskring Antwerpen | Antwerpen       | Antwerpen         | Antwerpen       | Antwerpen       | Ekeren           |
| Verkiezing       | Verkiezing       | Europese               | Federale                          | Federale            | Vlaamse             | Vlaamse             | Provincieraads-     | Provincieraads- | Provincieraads-   | Provincieraads- | Gemeenteraads-  | Districtsraads-  |

### Districtscollege
| Districtscollege      | Districtscollege                                                                                                 |
| --------------------- | --- |
| Districtsburgemeester | Koen Palinckx (N-VA)                                                                                             |
| Districtschepenen     | 1. Annemie Plompen (N-VA) 2. Fabienne Van Damme (Vooruit) 3. Marc Elseviers (N-VA) 4. Maja Lopez Hartmann (N-VA) |

### Districtsraad
De Ekerse districtsraad telt 21 zetels. Tot januari 2019 telde de raad 19 zetels. De toename van het aantal zetels was het gevolg van de stijging van het bevolkingscijfer door de toevoeging van de wijken Rozemaai, Schoonbroek en Edison aan het district Ekeren.
De districtsraad heeft beslissingsbevoegdheid over sport-, jeugd-, cultuur- en seniorenbeleid. Ook over de communicatie van het district, de feestelijkheden en een gedeelte van de straat- en groenwerken kan de districtsraad beslissingen nemen. Over de andere domeinen kan de districtsraad adviezen geven.

### Geschiedenis

#### Voormalige burgemeesters en districtsvoorzitters
| Tijdspanne | Tijdspanne   | Burgemeester                       |
| ---------- | ------------ | ---------------------------------- |
|            | 1794 - 1795  | Petrus Van Leemput                 |
|            | 1795 - 1803  | Petrus Josephus Van Sweden         |
|            | 1803 - 1807  | Petrus Franciscus Tillieux         |
|            | 1807 - 1811  | Emmanuel Cuylen                    |
|            | 1811 - 1822  | Jacobus Josephus Wilhelmus Mertens |
|            | 1822 - 1823  | Petrus Joannes Hennen              |
|            | 1823 - 1830  | Antoon Kannekens                   |
|            | 1830 - 1835  | Joannes Franciscus Lauwers         |
|            | 1835 - 1837  | Andres Franciscus Ceusters         |
|            | 1837 - 1848  | Petrus Josephus Mertens            |
|            | 1848 - 1881  | Frans Harrewyn                     |
|            | 1881 - 1882  | Henri Gabriel Verhoeven            |
|            | 1882 - 1884  | Cornelius Besseleers               |
|            | 1884 - 1894  | Emile Guyot                        |
|            | 1894 - 1918  | August Scheyvaerts                 |
|            | 1918 - 1936  | Jozef De Weerdt                    |
|            | 1936 - 1958  | Jozef Aertssens                    |
|            | 1958 - 1965  | Joseph Craeybeckx (BSP)            |
|            | 1966 - 1970  | Amedé De Baere (BSP)               |
|            | 1971 - 1981  | Frans Palinckx (VEG, 1976: KDE)    |
|            | 1981 - 1982  | Frans Tiest (KDE)                  |
| Tijdspanne | Tijdspanne   | Districtsvoorzitter                |
|            | 2001 - 2006  | Christophe Thomas (VLD)            |
|            | 2006 - 2012  | Ronny Kruyniers (sp.a)             |
|            | 2013 - heden | Koen Palinckx (N-VA)               |

De "Vrije Ekerse Gemeenschap" (VEG) was een scheurlijst ontstaan uit de CVP in 1958. Bij de verkiezingen van 1976 kwamen VEG en CVP samen op als "Kristen-Demokraten van Ekeren" (KDE).

#### Resultaten districtsverkiezingen sinds 2000
| Partij of kartel     | Partij of kartel                                   | 8-10-2000 | 8-10-2000 | 8-10-2006 | 8-10-2006 | 14-10-2012 | 14-10-2012 | 14-10-2018 | 14-10-2018 | 13-10-2024 | 13-10-2024 |
| Stemmen / Zetels     | Stemmen / Zetels                                   | %         | 19        | %         | 19        | %          | 19         | %          | 21         | %          | 21         |
| -------------------- | -------------------------------------------------- | --------- | --------- | --------- | --------- | ---------- | ---------- | ---------- | ---------- | ---------- | ---------- |
|                      | PVDA1/ PVDA+2                                      | 0,881     | 0         | 0,702     | 0         | 2,682      | 0          | 4,31       | 1          | 8,61       | 2          |
|                      | SP1/ sp.a-spirit2/ sp.a3/ Vooruit4                 | 12,601    | 2         | 17,682    | 4         | 14,613     | 3          | 9,03       | 2          | 10,54      | 2          |
|                      | Agalev1/ Groen!2/ Groen3                           | 9,831     | 2         | 7,802     | 1         | 11,023     | 2          | 16,03      | 3          | 12,03      | 2          |
|                      | VLD1/ VLD-Vivant2/ Open Vld3                       | 14,931    | 3         | 12,512    | 2         | 5,903      | 1          | 5,33       | 1          | 3,33       | 0          |
|                      | CVP1 / CD&V-N-VAA / CD&V2                          | 14,391    | 3         | 15,80A    | 3         | 8,002      | 1          | 7,52       | 1          | 4,82       | 1          |
|                      | VU-ID1 / CD&V-N-VAA / N-VA2                        | 3,811     | 0         | 15,80A    | 3         | 42,012     | 9          | 40,52      | 9          | 42,22      | 10         |
|                      | Vlaams Blok1/ Vlaams Belang-VLOTT2/ Vlaams Belang3 | 29,441    | 7         | 33,432    | 7         | 15,793     | 3          | 17,33      | 4          | 18,63      | 4          |
|                      | EKEREN1/ 2070E.K.E.R.E.N.2                         | 11,721    | 2         | 12,082    | 2         | -          |            | -          |            | -          |            |
|                      | Vivant                                             | 2,40      | 0         | -         |           | -          |            | -          |            | -          |            |
|                      | WOW                                                | 1,14      | 0         | -         |           | -          |            | -          |            | -          |            |
| Totaal stemmen       | Totaal stemmen                                     | 14766     | 14766     | 15145     | 15145     | 14841      | 14841      | 18599      | 18599      | 12846      | 12846      |
| Opkomst %            | Opkomst %                                          | 90,96     | 90,96     |           |           | 88,01      | 88,01      | 91,2       | 91,2       | 63,2       | 63,2       |
| Blanco en ongeldig % | Blanco en ongeldig %                               | 2,90      | 2,90      | 3,69      | 3,69      | 2,73       | 2,73       | 3,5        | 3,5        | 1,0        | 1,0        |

De vetjes gedrukte getallen vormen de hieruit onderhandelde bestuursmeerderheid. De grootste partij is in kleur.

## Natuur & Parken
- De Ekerse Putten in het Antwerpse recreatiedomein Muisbroek, die door de NMBS als waterbevoorradingsputten voor het station Antwerpen-Noord (toen nog station Oorderen geheten) werden gegraven, liggen voor drie vierde (het oosten van de Grote Put en de Kleine Put geheel) op voormalig Ekers grondgebied. Het westelijk gedeelte van de Grote Put ligt op het voormalige grondgebied van het verdwenen polderdorp Wilmarsdonk.
- Veltwijckpark
- Hagelkruispark
- Hof De Bist
- Rozemaaipark
- Natuurgebied de Oude Landen (ligt nog in Antwerpen (district), op voormalig -voor 1929- Ekers grondgebied)
- Natuurgebied Bospolder-Ekers moeras (ligt nog in Antwerpen (district), op voormalig -voor 1929- Ekers en Wilmarsdonks grondgebied)
- Recreatiegebied Muisbroek (Ekerse Putten) (ligt nog in Antwerpen (district), op voormalig -voor 1929- Ekers en Wilmarsdonks grondgebied)

## Cultuur

### Bijnaam
De inwoners van Ekeren staan ook bekend onder hun bijnaam "Bierpruvers", vanwege de vele bierbrouwerijen die zich eertijds op het grondgebied van de oude heerlijkheid Ekeren bevonden. De Ekerse carnavalvereniging De Bierpruvers dankt haar naam aan de bijnaam van de Ekerenaars. De bijnaam is vereeuwigd in het standbeeldje "De Bierpruver" dat oorspronkelijk een plaats kreeg op de hoek van Geestenspoor en Driehoekstraat. Op 30 juni 2015 is het beeld verplaatst naar het vernieuwde Kristus-Koningplein. Het beeldje werd op 9 september 1990 op zijn sokkel gezet en stelt een mannelijke "bierpruver" voor die een aker in de hoogte houdt, een koperen ketel waarin vroeger bier werd gebrouwen. Deze koperen ketels zijn ook verwerkt in het wapenschild van Ekeren. Door huisbrouwerij de 3 vaten wordt het bier Bierpruver gebrouwen.

### Evenementen

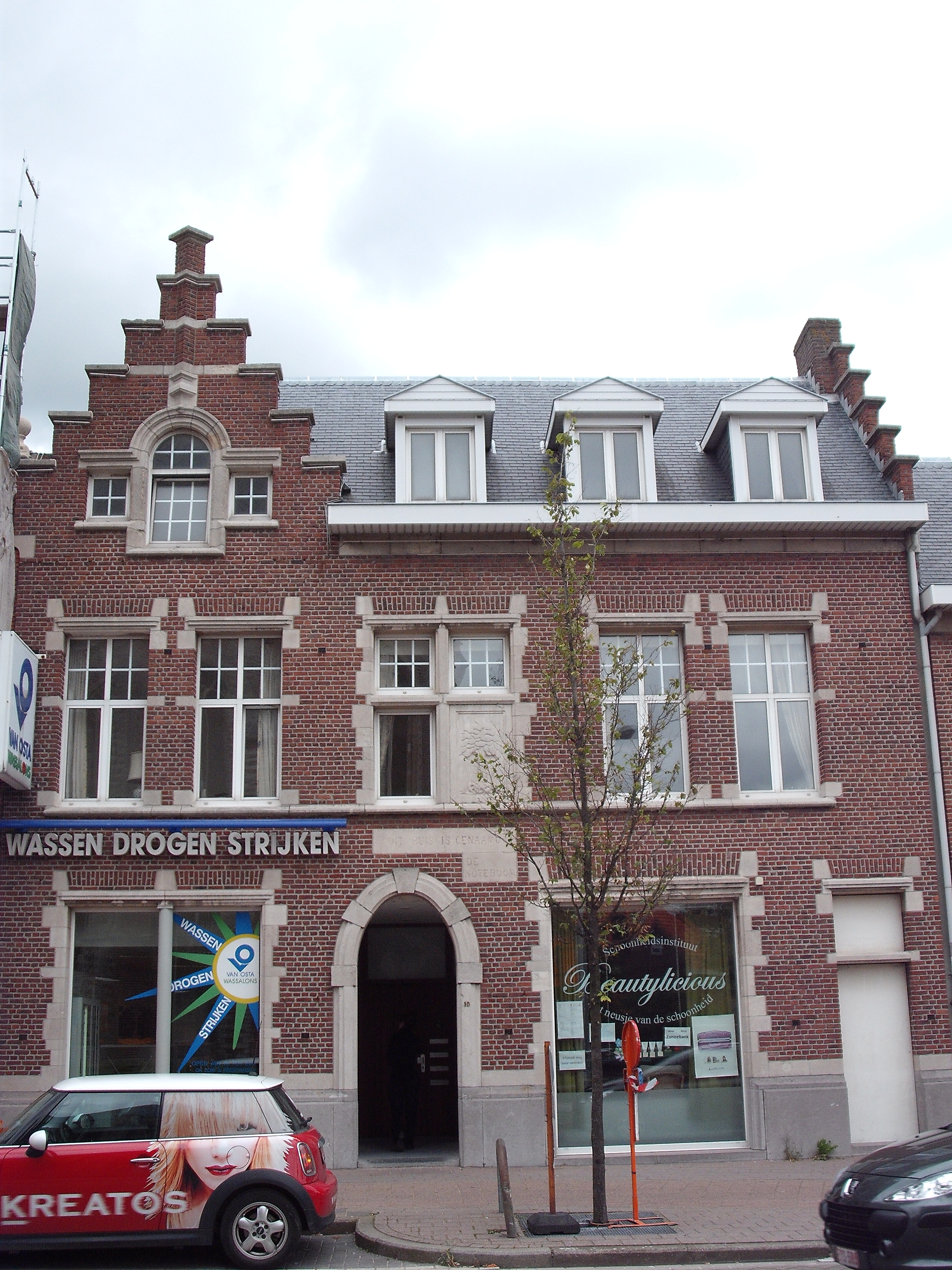
De Notenboom gebouwd in 1925

Op de zondag na carnaval wordt in Ekeren een oud folklorespel beoefend: gansrijden, waarbij ruiters op boerenpaarden trachten de kop van een in een net opgehangen dode gans af te trekken. Wie daarin slaagt is voor één jaar koning van de inrichtende vereniging. De gansrijdersvereniging van Ekeren heet De Lustige Gans, die in 2007 voor het eerst, na een onderbreking van zeventig jaar, het gansrijden in Ekeren inrichtte. De naam van de vereniging verwijst naar een Ekerse gansrijdersmaatschappij uit het begin van de twintigste eeuw.
In april 2025 werd hier voor het eerst het keizersrijden georganiseerd. Het gansrijden wordt ook beoefend in de andere polderdorpen ten noorden van Antwerpen: Hoevenen, Stabroek, Lillo, Berendrecht en Zandvliet.
Op de eerste zaterdag van maart gaat sinds 1973 doorheen het centrum van Ekeren een internationale carnavalstoet uit, ingericht door de Ekerse carnavalvereniging De Bierpruvers.
Op de zondag voor Pasen wordt in Ekeren een variant van het gansrijden te paard beoefend: hanenrijden, waarbij de gans vervangen is door een haan en de paarden door fietsen. Het Ekerse hanenrijden wordt sinds 1979 ingericht door de carnavalvereniging De Bierpruvers, in navolging van een traditie die in Ekeren bestond in de jaren 1946-1955.
Sinds 1999 wordt in Ekeren in de loop van augustus een gratis muziekfestival georganiseerd: Cirque@taque, in een organisatie van de vereniging Cirque@. De eerste jaren ging het festival door op de parochie- en scoutsterreinen in de wijk Bunt. Sinds 2006 vindt Cirque@taque plaats op de zogenaamde Evenementenweide in het park Hof de Bist in de wijk Donk.
Sedert 2014 vinden in september de Kasteelfeesten plaats in het Veltwijckpark. Historische taferelen, spelen en ambachten worden getoond, de avond wordt afgesloten met vuurwerk.
Tijdens de eindejaarsperiode staan tijdens WinterWakker verschillende activiteiten op het programma.
In de loop van het jaar zijn er in de verschillende wijken van Ekeren wijkfeesten. Zo zijn er de Mariaburgse Feesten in Sint-Mariaburg, de Buntse Feesten op de Bunt, en de Nobele Dagen van de Donk in Ekeren-Donk.
Het Antwerps cultuurcentrum van het district Ekeren, Cultuurhuis Hof De Bist,  tot medio 2024 252cc genoemd, is sinds september 2014 gevestigd in het Kasteel Hof De Bist aan de Veltwijcklaan. Er zijn drie zalen waarvan de grootste podiumzaal 90 zitplaatsen heeft. Het hele jaar door worden hier theatervoorstellingen, concerten, tentoonstellingen en workshops georganiseerd. Sommige culturele activiteiten vinden plaats in de bibliotheek aan de Driehoekstraat.
Tweejaarlijks worden drie Ekerse cultuurprijzen uitgereikt met als doel het culturele leven aan te moedigen en te waarderen.

## Mobiliteit

### Openbaar vervoer
Ekeren telt twee spoorwegstations op de spoorlijn van Antwerpen naar Roosendaal: station Ekeren en station Sint-Mariaburg. Het station Antwerpen-Noorderdokken, langs spoorlijn 12 en spoorlijn 27A, ligt op voormalig Ekers grondgebied. De Ekerse spoorweghaltes station Ekeren-Brug en station Leugenberg, op spoorlijn 27A, zijn nu gesloten voor reizigers. Ook het voormalige station Heikestraat is sinds de laatste wereldoorlog gesloten en afgebroken.

#### Tram
Voor 1968 reed er nog een tram door Ekeren. In het kader van het Antwerpse Masterplan 2020 wilde men bij het project Noorderlijn een nieuwe tramlijn naar Ekeren aanleggen, maar dit werd geweigerd door het districtsbestuur van Ekeren. Het uitgespaarde geld werd uiteindelijk gebruikt om een tramlijn naar het Havenhuis aan te leggen.

### Wegennet
Ekeren ligt langs de autosnelweg A12 Antwerpen - Bergen op Zoom en de autosnelweg A1 Antwerpen - Breda.
De gewestweg N114 loopt dwars door het dorp en verbindt de N180 Noorderlaan in Antwerpen met de N11 in Stabroek. Ten zuiden van de Sint-Lambertuskerk is de N114 gesplitst. De N114a vormt de noordelijke rijrichting.

## Bekende Ekerenaars
- Christian Olde Wolbers (1972), Muzikant in Amerika
- Toby Alderweireld (1989), voetballer
- Silke Becu (1988), actrice
- Annemie Berebrouckx, jeugdschrijfster en illustratrice
- Thomas Cammaert, acteur
- Sanne Cant (1990), wielrenster (veldrijden)
- Libera Carlier (1926-2007), schrijver
- Philippe De Backer (1978), politicus
- Jeanne De Bruyn (1902-1975), journaliste en filmcritica
- Jean-Joseph De Clercq (1888-1967), politicus
- Monica De Coninck (1956), oud-minister, thans volksvertegenwoordigster
- Theo De Ronde, directeur-generaal van de N.I.R.
- Björn Daelemans (1977), voetballer
- Frans Daneels (1941), bisschop
- Filip Dewinter (1962), politicus
- Jacob Duym, dichter en historicus
- Jens Geerts, model en presentator
- Steve Geerts, acteur
- Ulrik Edward Geniets, abt
- Frank Focketyn (1960), acteur
- Lode Geysen, toneelregisseur
- Tom Goovaerts, cartoonist en illustrator
- Dempsey Hendrickx (1987), acteur
- Frans Hermans, olympisch kampioen boogschieten 1920
- Alfons Jeurissen (Hasselt 1874 - Ekeren 1925), schrijver
- Edward Keurvels (1853-1916), componist en dirigent
- Alfons Matthysen (1890-1963), bisschop
- Hugo Matthysen (1956), zanger en schrijver
- Edward Moretus (1804-1880), drukker, uitgever[18]
- Jacques-Antoine Moerenhout (1796-1876), ontdekkingsreiziger, etnoloog en diplomaat
- Jozef Moerenhout (1801-1874), kunstschilder
- Jean-Marc Mwema (1989), basketballer
- Ferdinand Pauwels (1830-1904), kunstschilder
- Kevin Pauwels (1984), veldrijder
- Anton Peters, acteur en regisseur
- Kevin Rans (1982), polsstokspringer en sprinter
- Ben Rottiers (1958), acteur
- Björn Smits (1975), voetballer
- Kristof Snelders (1982), voetballer
- Petrus Valckx (1920-1996), kunstschilder
- Gerard Van Caelenberge, generaal-vlieger, stafchef
- Frank-Ivo van Damme, graficus
- Joke van den Brandt, kalligrafe
- Dora van der Groen (1927-2015), actrice
- Peter Van Gucht, stripauteur
- Anton Van Hertbruggen, illustrator
- Edwig Van Hooydonck, wielrenner
- Guido Van Meir, journalist, auteur en televisiescenarist
- Nick Van Peborgh (1984), atleet
- Erwin Van Pottelberge, (1970), striptekenaar en tekenfilm animator
- Jos Van Riel (1943-2023), voetballer

## Partnersteden
Naast de Antwerpse partnersteden is Ekeren ook nog verzusterd met:
- Andernach (Rijnland-Palts, Duitsland), sinds 1979

## Nabijgelegen kernen
Merksem, Hoevenen, Kapellen, Sint-Mariaburg, Donk, Luchtbal